# Absalón Fernández de Soto Lozano
Absalón Fernández de Soto Lozano (Tuluá, 1891-Bogotá, 1964) fue un abogado y político colombiano, miembro del Partido Liberal Colombiano.
que se desempeñó en múltiples cargos, entre ellos el de concejal de Tuluá, diputado de Valle, ministro de gobierno y de educación, gobernador del Valle del Cauca, magistrado de la Corte Suprema, procurador general de la Nación y embajador en Italia, Costa Rica y Argentina.
Abogado de la Universidad Externado de Colombia.  

## Carrera política
Fue una de las principales figuras del liberalismo vallecaucano durante los años de la República Liberal.

### Tercer mandato como gobernador
En su tercer periodo como gobernador de Valle, tuvo que enfrentar una fuerte huelga de corteros de caña en 1959, que avanzando hacia Cali, en una marcha dirigida por Alonso Barbenera, dio la orden al Ejército de impedir el avance de los corteros más allá de Palmira, y el uso de la fuerza produjo un muerto. La situación ameritó el toque de queda.

## Familia

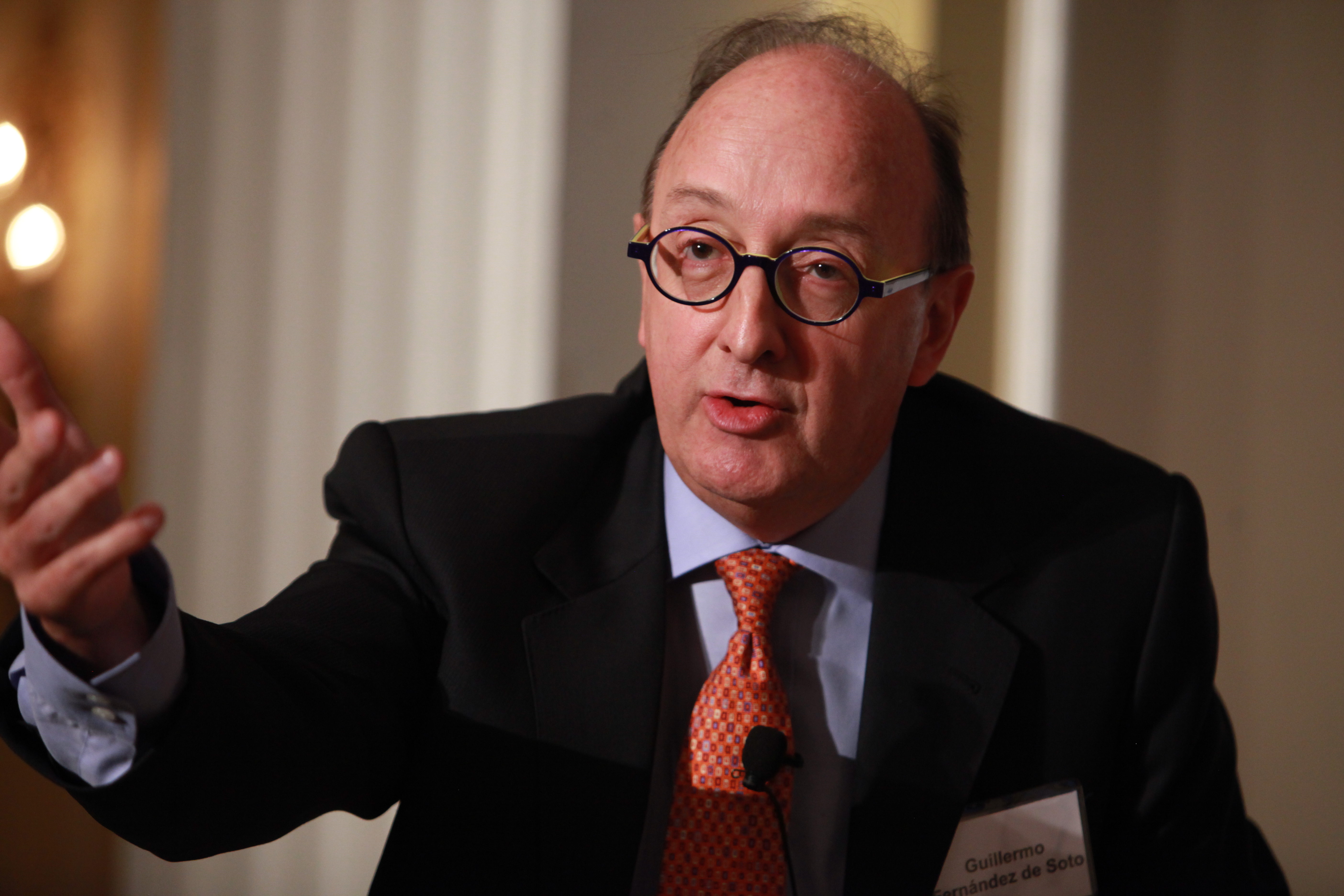
Guillermo Fernández de Soto, su primo tercero.

Absalón era hijo de Luis Felipe Fernández de Soto y Torneros, y Hortensia Lozano Campo, siendo sus hermanos Zoila, Evangelina, Sixta Tulia y Celina Fernández de Soto Lozano.
Su tío Abraham Fernández de Soto era abuelo de un homónimo, cuya esposa (Cecilia Valderrama Holguín) era sobrina nieta de los expresidente Carlos y Jorge Holguín Mallarino. Abraham y Cecilia fueron los padres a su vez, de Aníbal (exalcalde de Bogotá) y Guillermo Fernández de Soto Valderrama (exanciller de Colombia), primos terceros de Absalón.
Aníbal fue padre de Aníbal Fernández de Soto Camacho (exsecretario de seguridad de Claudia López), quien también era sobrino nieto de los generales Luis Carlos, Bernardo y Alberto Camacho Leyva, y primo segundo del político conservador Roberto Camacho Weberberg, y del general Gustavo Matamoros Camacho.

### Matrimonio y descendencia
Absalón contrajo nupcias en Buga con Elvira Campo Jaramillo, con quien no dejó descendencia.